# Itzehoe
Itzehoe er en by i det nordlige Tyskland, beliggende i delstaten Slesvig-Holsten; byen er hovedby i kredsen (amtet) Kreis Steinburg.
Byen ligger ved floden Stör, der er biflod til Elben. Byen ligger 51 km nordvest for Hamborg og 24 km nord for Glückstadt. Itzehoe har næsten 34.000 indbyggere (2005)[kilde mangler].

## Historie
Itzehoe er Holstens ældste by. Byen er opkaldt efter Egbert, der var én af Karl den Stores grever. Tidligere blev byen kaldt for Esseveldoburg, Eselsfleth eller Ezeho.
I 809 byggede grev Egbert en fremskudt borg på stedet under Karl den Store i Oldenburgskuhle fæstningen Esesfeldburg for at beskytte Frankerriget mod danernes angreb. Borgen blev erobret af danskerne i 1201, men blev i 1224 erobret af grev Adolf 4. af Holsten. I 1226 blev borgen genvundet af kong Valdemar, som dog hurtigt mistede den igen.
Under borgens beskyttelse opførte ærkebiskop Ebo af Reims i sommeren 823 i dagens Münsterdorf et lille kloster eller bedehus, "Cella Welana", som støttepunkt for den af ham på denne måde foreståede kristne mission i Danmark. Den omkring 1000 i nærheden af en sløjfe af floden Stör opførte borg Echeho blev kernen i en bebyggelse, som, begunstiget ved tildelingen af Lübecks købstadsrettigheder 1238 af Adolf 4. var forbundet med toldfrihed, som dengang i landet kun Hamborg var tildelt, og senere stabelret i 1260, udviklede sig til en handelsby. Itzehoe sysselsatte sig i denne tid med salt-, klæde- og kornhandel og var til tider et vigtigt knudepunkt i den europæiske øst-vest handel. På den anden side af floden fremvoksede yderligere bosættelser rundt om klosteret (ca. 1260) og St. Laurentii Kirke (først nævnt i 1196).
I den i 1238 af Adolf IV af Schauenburg og Holsten oprettede købmandsbebyggelse (Neustadt) gjaldt Lübecks ret. Galgebjerg for den lübske by var en gravhøj fra bronzealderen på Buchenweg øst for Lübsche springvand.
I 1256 blev grundlagt cisterciensernonnekloster, overflyttet fra Ivenfleth, med sin egen retsordning. I 1303 blev også for Altstadt givet lybsk ret.
Under Gerhard af Holsten-Itzehoe var Itzehoe i det 13. århundrede også kortvarigt residensby for grevskabet Holsten-Itzehoe.
Ved delingen 1544 af Holsten mellem kongen og to halvbrødre blev kong Christian III. tillagt Itzehoe, Steinburg amt og marskene Wilster og Kremper.
Forårsaget af denne blanding af et verdsligt og religiøst herskab i Itzehoe var der i byområdet fra 1617 indtil den 31. marts 1861 fire separate retsområder (jurisdiktioner) hver med hvert sit eget galgebjerg. På en gammel borgmur inde i Störs sløjfe blev af den schauenburgske greve omkring 1180 bygget en borg af sten. For denne gjaldt den middelalderlige slotslov. Det tilhørende Galgebjerg er en gravhøj fra bronzealderen mellem Struvestraße og Ringstrasse i bydelen Wellenkamp. Der skete den sidste offentlige henrettelse af rovmorder Johann Lau fra Brokdorf den 18. december 1856.
Under reformationstiden blev klosteret i 1541 omdannet til et adeligt protestantisk kvindekloster og eksisterer endnu i dag. Det stadig eksisterende kloster ved siden af St. Laurentii Kirke er også et af de ældste områder i Itzehoe. Galgebjerg for klosteret var Germanengrab. Desuden var der i det nuværende område eller reglen bredde slot i sin egen ret. Galgebjerg for Herskabet Breitenburg lå på en bakke nordøst for Kratt. I Itzehoe boede i midten af 1500-tallet en klokkestøber og der fandtes 40 ølbryggerier.
Det middelalderlige Itzehoe var opdelt i boligkvarterer. I den gamle bydel var lang tid bare håndværkere (gartnere, bødkerarbejder); købmænd og andre håndværkere måtte bosætte sig i den nye by, der blev delt i fire kvartaler, med den urbane overklasse i de to ældste kvarterer koncentreret omkring markedet.
Itzehoe havde en betydelig handel, til dels betinget af at hovedhandelsvejen (Hærvejen) gik forbi byen. I 1423 optræder købmænd fra Itzehoe blandt de store hestekøbere i Danmark og på markeder i byen omkring 1510 forhandledes henved 3.000 heste. Hesteprangere fra Itzehoe optrådte i Ribes, Koldings og Gottorps regnskaber.

### Renæssance og enevælde
I anden halvdel af 1500-tallet deltog Itzehoe i den omfattende skibsfart, blandt andet på Østersøen: skibe herfra passerede Øresund i 1569, 1574-76, 1584, 1587, 1591-98, 1608, 1613 og 1616; byen var fritaget for Øresundstolden. Ligeledes var Itzehoe mellemstation for Lübecks handel på Emden. Da Christian IV i 1620 bekræftede Itzehoes privilegier gav han imidlertid også Glückstadt frihed på Stör, og byens handelsret blev begrænset ved, at adelen havde fri udførselsret. Også i studehandelen spillede Itzehoe en rolle. Købmænd fra Itzehoe handlede i begyndelsen af 1600-tallet også på Bremen og Stade, på et tidspunkt, hvor byen oplevede et opsving.
Under 30-årskrigen blev byen flere gange belastet med indkvarteringer og udplyndret, stadig mere ødelæggende, og i 1627 overgav byrådet byen til den øverstbefalende Wallenstein uden kamp. Derved var Itzehoe i stand til at bevare sin stilling som en femte største af de 18 byer i Slesvig-Holsten.
Paschburg blev overdraget af kong Christian III til Johann Rantzau og hans sønner med sognet Itzehoe og forblev i slægtens besiddelse indtil 1643.
Den 22. september 1644 under Torstenssonkrigen blev byen delvis erobret af svenskerne, og den gamle by blev plyndret og brændt ned.
I 1650 solgte Frederick III Paschburg med besiddelser til grev Christian Rantzau i Breitenburg, hvorved hoveddelen af byen kom under Breitenburg.
Efter, at Itzehoe stort set blev sparet i en meget lang periode for krige, blev byen den 6. august 1657 næsten fuldstændig ødelagt af svenske soldater under Karl Gustav-krigene. Kun 10 huse blev stüende. Derved blev korsgangen af Laurentii Kirkes kloster den eneste tilbageværende middelalderlige bygning i Itzehoe i dag. Hverken klosteret eller borgen blev genopbyggede, og først senere blev områderne inddraget til ny bebyggelse.
I det 17. århundrede blev Itzehoe sæde for det hertugelige regiment under prins George (omkring 1.500 mænd), og i det 18. århundrede af tre kompagnier af Kürassiere og dragoner fra Leibregiment.
I 1712 brød i Itzehoe den fra Østpreussen og Polen indførte asiatiske byldepest ud og dræbte 250 indbyggere (ca. 7% af den daværende befolkning på 3.500).
Fra Napoleonskrigene Itzehoe blev kun indirekte påvirket af transit og indkvarteringsforholdene og finansielle byrder. I 1807 var Itzehoe dog kortvarigt residens for kurfyrste Vilhelm 1. af Hessen, da denne var flygtet i eksil fra Napoleon.

### I Helstaten
Før det slesvig-holstenske oprør hvor en stor del af borgerskabet i Itzehoe tog stilling for det tysk-sindede slesvig-holstenske parti, mødtes fra 1835 til 1848 og igen fra 1852 til 1863 i Itzehoe den holstenske stænderforsamling og grundlagde derved parlamentarismens historie i Holsten. Hertugdømmet Slesvig havde sin egen stænderforsamling. Den havde sæde i Slesvig by.
Med jernbanens anlæggelse (1847) og anlæggelsen af en nye chausse fra Hamborg til Rendsborg (1846) indledtes i Itzehoe den industrielle tidsalder ' således, at mange kommercielle og industrielle virksomheder (herunder produktion af sukker, vævning, kemisk industri og værftet) i det 19. og senere i det 20. århundrede placerede sig i og omkring Itzehoe, hvilket bidrog til at give byen større økonomisk betydning.
Befolkningsudvikling: i 1803 2.659, i 1835 5.495, i 1840 5.528, i 1845 5.835, i 1855 6.691 og i 1860 7.366 indbyggere.
De hjemmehørende handelsskibes antal og læstedrægtighed fremgår af nedenstående tabel:
| År   | Antal | kmcl |
| ---- | ----- | ---- |
| 1824 | 30    | 597  |
| 1832 | 26    | 306½ |
| 1833 | 28    | 326½ |
| 1834 | 26    | 286  |
| 1835 | 23    | 274½ |
| 1836 | 23    | 247  |
| 1837 | 24    | 251  |
| 1838 | 24    | 255  |
| 1839 | 25    | 281½ |

I 1855 havde byen af fabrikker og manufakturer blandt andet 1 kortfabrik, 1 tapetfabrik, 4 lysestøberier, 5 tobaksfabrikker, 2 cigarfabrikker, 1 sæbefabrik, 3 hattefabrikker, 1 vatfabrik, 1 kalkbrænderi, 2 saltfabrikker, 1 cikoriefabrik, 1 sukkerraffinaderi, 4 pottemagerier. Af håndværkere havde byen 50 skomagere, 20 bagere, 33 snedkere, 16 tømrere, 8 tømmerfolk, 22 slagtere, 7 smede, 9 låsesmede, 7 bødkere, 7 saddelmagere, 6 murere, 6 glarmestre, 3 hjulmagere og 6 barberere. Af handlende fandtes 8 kornhandlere, 4 træhandlere, 4 vinhandlere, 30 destillerier og bryggerier. Af andre næringsdrivende kan nævnes 6 advokater, 5 læger, heraf 2 tandlæger.
Byen var garnisonsby for 6 dragonregiment. Herf var toldsted, posthus, 2 apoteker, bogtrykkeri med hurtigpresse.
Gennem flere århundreder – frem til Freden i Wien i 1864 hørte byen til Det Danske Monarki. Fra 1835 holdt den holstenske stænderforsamling sine møder i byen.

### Under Preussen
Efter den tysk-danske krig faldt Hertugdømmet Holsten i første omgang under Østrig, hvis repræsentant Ludwig Karl Wilhelm von Gablenz den 11. juni 1866 indkaldte den holstenske stænderforsamling en sidste gang. Et møde er blevet forhindret af bivirkningerne af den tysk-tyske krig. Efter krigen faldt hertugdømmet Holsten, herunder Itzehoe, til Preussen: Det udgjorde 1867 - sammen med hertugdømmet Slesvig - provinsen Slesvig-Holsten.
Byen blev administreret af Østrig i 1864-1866 og indlemmet i Preussen i 1867.

### Byens udvikling fra 1867 til 1945
Tekst mangler, hjælp os med at skrive teksten

### Situationen efter 2. Verdenskrig
5. maj 1945 blev byen besat af britiske styrker, 1946 - 1951 af norske og fra 1950-58 soldater først fra Den Danske Brigade og senere fra Jydske Dragonregiment. Der var tale om 1200-1500 mand, og med udskiftninger gennem perioden har omkring 40.000 mand gjort tjeneste der. I januar 1951 ændredes opgaverne fra at være en besættelsesstyrke til at indgå i den stående Nato-styrke i det nordtyske område, Allied Land Forces Schleswig-Holstein.,

### Byens nyere historie
Tekst mangler, hjælp os med at skrive teksten

## Kendte bysbørn
- Christian Ulrich Detlev von Eggers
- P.C. Hagemann – arkitekt
- Werner von Levetzau - amtmand
- Rochus Carl zu Lynar - greve og officer
- Poul Scheel - læge
- Ludvig Nicolaus von Scheele - minister